# Meadow (Teksas)
Meadow – miasto w Stanach Zjednoczonych, w stanie Teksas, w hrabstwie Terry.